# Blue Stars de Marseille
Stade
Maillots
Saison en cours
Le club des Blue Stars de Marseille, créé en 1994, est une association sportive française de football américain dont le siège se situe à Marseille. 
Depuis 2018, son équipe senior évolue en championnat Élite (D1) de football américain.
Le club possède également une section de flag football et de cheerleading.
L'équipe Élite (D1) joue ses matchs au Stade Pierre-Delort tandis que les entrainements et les matchs des autres sections ont lieu au Stade Saint Jérôme,.

## Le club
Le club comprend:
- Une équipe senior engagée en D1
- Une équipe senior B engagée en championnat de France de football américain D3
- Une équipe U19 championne de France 2015 et 2022, engagée en Saphir
- Une équipe U16 championne régionale 2023,  engagée en championnat territorial
- Une section U14 championne régionale 2023,  engagée en championnat territorial
- Une section Flag championne de France 2023, engagée en championnat de France
- Une école de Football
- Une section Cheerleading

## Palmarès
| Compétitions nationales                                                           | Compétitions de jeunes                                                  |
| Division 1 (Casque de Diamant) : - Finaliste : 2023 - Demi-finaliste : 2018, 2022 | Championnat de France U19 (2) - Champion : 2015, 2022                   |
| Division 2 (Casque d'Or) : - Vice-Champion (1) : 2017                             | Championnat Territorial U16 - Champions : 2016, 2023 - Finaliste : 2017 |
| Division 3 (Casque d'Argent) - Champion (1) : 2016                                | Championnat Territorial U14 : - Champion (1) : 2023                     |
| Flag : - Champion D1 Mixte (1) : 2023                                             |                                                                         |

## Histoire
Le club des Blue Stars de Marseille est fondé en 1994. Les premières années sont difficiles sportivement. Le club accède à la D2 en 1998 mais n'arrive pas à s'y maintenir puisqu'il rechute en D3 en 2003. Il y stagne et au début des années 2010, à la suite de difficultés financières, doit lancer une campagne de dons. Les Blue Stars se tournent alors vers la formation. Le club est récompensé puisque l'équipe U19 remporte le titre de Championnat de France Junior en 2015. La saison suivante l'équipe senior remporte le titre de la D3, signe de montée.
La saison 2017 sera la seule en D2 puisque les Blue Stars se qualifient pour les séries éliminatoires après une saison régulière ponctuée de 8 victoires en autant de match. Le 4 juin 2017, en finale de conférence Sud, ils s'imposent 42 à 7 face aux Centaures de Grenoble. Ils participent à la finale nationale de D2 laquelle se joue le 18 juin 2017 mais alors qu'ils menaient 22 à 7 à la mi-temps, les marseillais perdent finalement la match 25 à 26 face aux Molosses d'Asnières. Le club accède néanmoins à la Division Élite (D1) pour la première fois de son histoire et termine la saison régulière à la troisième place. En séries éliminatoires, ils perdent en demi finale 19 à 9 contre le Flash de La Courneuve, futur champion de France. Ils se qualifient également pour la phase finale en 2019, mais s'inclinent en Wildcard face aux Cougars de Saint-Ouen-l'Aumône.

## Saison par saison
| Saison | Division | Résultat                                                             | V                                                                    | N                                                                    | D                                                                    |
| ------ | -------- | -------------------------------------------------------------------- | -------------------------------------------------------------------- | -------------------------------------------------------------------- | -------------------------------------------------------------------- |
| 1996   | D3       | 1/4 de finale                                                        | 1                                                                    | 0                                                                    | 5                                                                    |
| 1997   | D3       | 1/2 de finale                                                        | -                                                                    | -                                                                    | -                                                                    |
| 1998   | D2       | 1/4 de finale                                                        | 2                                                                    | 0                                                                    | 4                                                                    |
| 1999   | D2       | 1/8 de finale                                                        | 1                                                                    | 0                                                                    | 1                                                                    |
| 2000   | D2       | Saison hors championnat                                              | -                                                                    | -                                                                    | -                                                                    |
| 2001   | D2       | 1/4 de finale                                                        | 3                                                                    | 1                                                                    | 4                                                                    |
| 2002   | D2       | 1/8 de finale                                                        | 3                                                                    | 0                                                                    | 2                                                                    |
| 2003   | D3       | 1/8 de finale                                                        | 7                                                                    | 0                                                                    | 2                                                                    |
| 2004   | D3       | 1/8 de finale                                                        | 5                                                                    | 0                                                                    | 2                                                                    |
| 2005   | D3       | 1/8 de finale                                                        | 3                                                                    | 0                                                                    | 4                                                                    |
| 2006   | D3       | 1/8 de finale                                                        | 4                                                                    | 0                                                                    | 1                                                                    |
| 2007   | D3       | Non qualifié                                                         | 0                                                                    | 0                                                                    | 4                                                                    |
| 2008   | D3       | Non qualifié                                                         | 3                                                                    | 0                                                                    | 3                                                                    |
| 2009   | D3       | Non qualifié                                                         | 3                                                                    | 0                                                                    | 7                                                                    |
| 2011   | D3       | 1/4 de finale                                                        | 5                                                                    | 0                                                                    | 4                                                                    |
| 2012   | D3       | 1/8 de finale                                                        | 2                                                                    | 1                                                                    | 4                                                                    |
| 2013   | D3       | 1/4 de finale                                                        | 4                                                                    | 1                                                                    | 2                                                                    |
| 2014   | D3       | 1/8 de finale                                                        | 5                                                                    | 0                                                                    | 3                                                                    |
| 2015   | D3       | 1/8 de finale                                                        | 7                                                                    | 0                                                                    | 0                                                                    |
| 2016   | D3       | Vainqueur                                                            | 7                                                                    | 0                                                                    | 1                                                                    |
| 2017   | D2       | Finaliste                                                            | 8                                                                    | 0                                                                    | 0                                                                    |
| 2018   | D1       | Troisième                                                            | 7                                                                    | 0                                                                    | 3                                                                    |
| 2019   | D1       | Deuxième en conférence Sud                                           | 7                                                                    | 0                                                                    | 3                                                                    |
| 2020   | D1       | Compétition annulée à la suite de la pandémie de Covid-19 en France. | Compétition annulée à la suite de la pandémie de Covid-19 en France. | Compétition annulée à la suite de la pandémie de Covid-19 en France. | Compétition annulée à la suite de la pandémie de Covid-19 en France. |
| 2021   | D1       | Compétition annulée à la suite de la pandémie de Covid-19 en France. | Compétition annulée à la suite de la pandémie de Covid-19 en France. | Compétition annulée à la suite de la pandémie de Covid-19 en France. | Compétition annulée à la suite de la pandémie de Covid-19 en France. |
| 2022   | D1       | 1/2 finale                                                           | 10                                                                   | 0                                                                    | 0                                                                    |
| 2023   | D1       | Finaliste                                                            | 8                                                                    | 0                                                                    | 2                                                                    |
| 2024   | D1       | 1/2 finale                                                           | 7                                                                    | 2                                                                    | 1                                                                    |
| 2025   | D1       | À venir                                                              | 0                                                                    | 0                                                                    | 0                                                                    |

## Présidents
| Période     | Président            |
| ----------- | -------------------- |
| 2001-2011   | Emile Lamblot        |
| 2011-2013   | Guy Fuentès          |
| 2013-2016   | Julien Toth          |
| Depuis 2016 | Didier Della Guardia |

## Entraîneurs
| Période     | Entraîneur             |
| ----------- | ---------------------- |
| 1994-1996   | Luc Chatel             |
| 1996-2006   | Yves Vernette          |
| 2006-2008   | Gérald Garaffa         |
| 2008-2009   | Yves Vernette          |
| 2009-2010   | Gilles Garaffa         |
| 2010-2011   | Cedric Fouilloux       |
| 2011-2015   | Luc Chatel             |
| 2015-2016   | Cédric Cotar           |
| Depuis 2016 | Bavuong Souphanthavong |